# الكنيسة الرومية الروثينية الكاثوليكية
الكنيسة الكاثوليكية اليونانية الروثانية، والمعروفة أيضاً في الولايات المتحدة باسم الكنيسة الكاثوليكية البيزنطية، هي كنيسة كاثوليكية شرقية تستخدم الطقوس البيزنطية في عملها وقوانينها وهويتها الثقافية. تعد إحدى الكنائس الكاثوليكية الشرقية البالغ عددها 23 كنيسة والتي تعمل بشكل كامل مع الكرسي الرسولي. هناك نوعان من المجتمعات الرئيسية داخل الكنيسة: الأمريكية والأوروبية. في الولايات المتحدة، تتمتع الكنيسة البيزنطية الكاثوليكية في بيتسبيرج بالحكم الذاتي. أما في أوروبا، يخضع الكاثوليك اليونانيون مباشرة للكرسي الرسولي. الفرع الأوروبي لديه أبرشية في أوكرانيا (أبرشية موكاشيف) وأخرى في جمهورية التشيك (المذهب الرسولي الروثيني لجمهورية التشيك).
تكمن جذور الكنيسة الكاثوليكية الروثينية في أوساط شعب روسين الذين عاشوا في روثينيا الكارباتية، وهي جزء من جبال الكاربات التي تقع على حدود الولايات الحالية للمجر و‌بولندا و‌سلوفاكيا و‌رومانيا و‌أوكرانيا. بغض النظر عن ذلك فإن هذه الكنيسة اليوم متعددة الأعراق. أعضاء مقاطعة بيتسبيرغ الأمريكية الحضرية يتحدثون الإنجليزية بشكل أساسي، وغالبيتهم من نسل روسينيون، مع ذلك يوجد أفراد من جنسيات أخرى مثل السلوفاك والمجريين والكروات وكذلك من غير السلافيين والأوروبيون الشرقيين. تستعمل الأبرشية الحديثة لموكاشيف في أوكرانيا اللغة الأوكرانية ولا تزال جزءاً رسمياً من «الكنيسة الروثانية الكبرى».

## التاريخ
تطورت الكنيسة الروثينية في الأصل بين شعب روسين في منطقة كارباثيان روثينيا نتيجة للتواصل التبشيري بين القديسين سيريل وميثوديوس اللذين جلبا المسيحية والطقوس البيزنطية إلى الشعوب السلافية في القرن التاسع. بعد الانشقاق العظيم عام 1054 وفصل الكنيسة إلى كاثوليكية وأرثوذكسية، احتفظت الكنيسة الروثانية بطبيعتعا الأرثوذكسية. 
ومع قيام اتحاد أوزهورود عام 1646، تم استقبال 63 من رجال الدين الروثينيين في الكنيسة الكاثوليكية، وفي عام 1664 قام اتحاد تم التوصل إليه في موكاتشيفو بإحضار مجتمعات إضافية إلى الشركة الكاثوليكية.  احتفظت الأبرشيات الناتجة بتراثها البيزنطي وتقاليدها الليتورجية، وتم انتخاب أساقفتها من قبل مجلس مؤلف من رهبان باسيليين ورجال دين أبرشيين.
بعد ما يقارب ألف عام من الحكم الهنغاري، أصبحت المنطقة، جزئيًا، مدمجة في تشيكوسلوفاكيا بعد الحرب العالمية الأولى. أدى ضم الاتحاد السوفيتي بعد الحرب إلى اضطهاد الكنيسة الكاثوليكية الروثانية. ومع ذلك، منذ انهيار الشيوعية شهدت الكنيسة الكاثوليكية الروثانية في أوروبا الشرقية تجدداً في أعداد المؤمنين و‌الكهنة.

### الولايات المتحدة الأمريكية

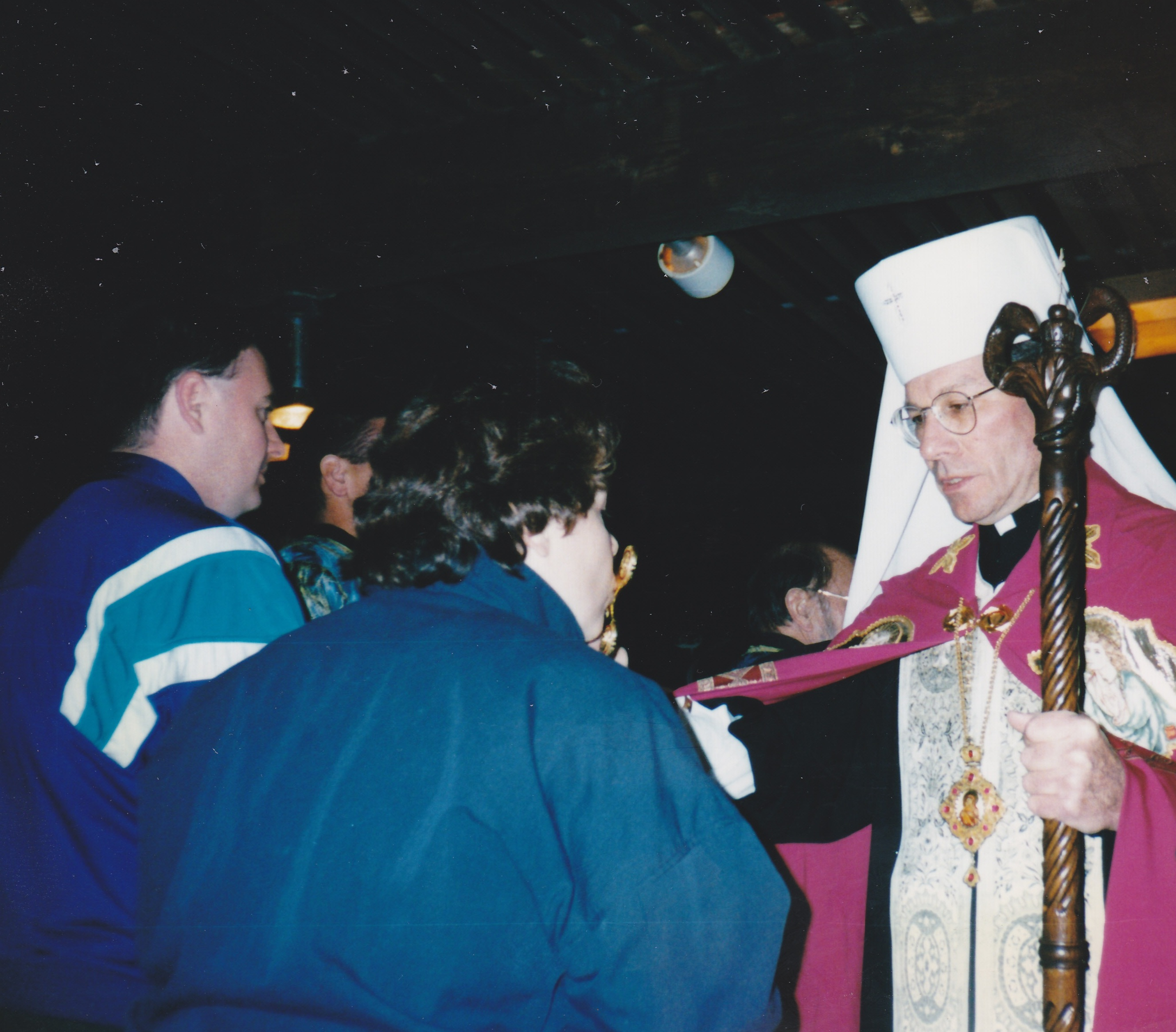
يحمل المتروبوليتان جودسون بروسيك (1931-2001) صليب التبجيل بعد صلاة الغروب في رحلة دير في كاليفورنيا.

في القرنين التاسع عشر والعشرين، وصل العديد من الكاثوليك البيزنطيين من النمسا والمجر إلى الولايات المتحدة، وخاصة إلى مدن استخراج الفحم. كان أعضاء الكنيسة الكاثوليكية الغالبة في بعض الأحيان يشعرون بالانزعاج بسبب نشاط الكنيسة الروثانية إذ رأوا أنه ابتكار لرجل دين كاثوليكي متزوج. بناءً على طلبهم المستمر، طبقت الجماعة المقدسة لنشر الإيمان، في 1 مايو 1897، على الولايات المتحدة القواعد المنصوص عليها في رسالة مؤرخة 2 مايو 1890 إلى فرانسوا ماري بينيامين ريتشارد، رئيس أساقفة باريس. ونص هذه القواعد أنه يسمح فقط للكهنة غير المتزوجين أو الأرامل بالدخول إلى الولايات المتحدة. كما كان هناك خلاف بين الكاثوليك الروثينيين مما أدى إلى قيام بعض الجماعات منهم بوضع نفسها تحت سلطة ما يعرف اليوم بالكنيسة الأرثوذكسية في أمريكا (في ذلك الوقت كانت تتبع الكنيسة الروسية الأرثوذكسية). كان قائد هذه الحركة الكاهن الكاثوليكي الروثيني الكسيس توث، الذي أدت إساءة معاملته من قبل رئيس الأساقفة جون إيرلند بولس مينيسوتا، إلى تحول توث إلى الأرثوذكسية الشرقية. وقد تحول معه حوالي 20,000 كاثوليكي روثيني بحلول وقت وفاته، إضافة إلى كثيرين تبعوهم بعد فترة، وقد اعتبرته الكنيسة الأرثوذكسية في أمريكا قديساً في عام 1996.
أبرز الوضع مع الكسيس توث والأساقفة الكاثوليك اللاتينيين الحاجة إلى أن يكون للكاثوليك الشرقيين الأمريكيين أسقف خاص بهم. عيّن البابا بيوس العاشر الأسقف الأوكراني سوتر أورتينسكي عام 1907 أسقفاً لجميع الكاثوليك الشرق السلافيين في الطقوس البيزنطية في أمريكا. خلال هذه الفترة، اتحد الكاثوليك البيزنطيين من روثنيان مع الكاثوليك اليونانيين الأوكرانيين في نفس الأبرشية. اشتعلت التوترات العرقية بسبب الاختلافات الثقافية (معظمها ذات طبيعة سياسية) بين الأوكرانيين الذين جاءوا من غاليسيا التي تحكمها النمسا والرسن وغيرهم من الكاثوليك البيزنطيين الذين جاءوا من مملكة المجر. تسبب هذا في تقسيم روما للمجموعات بعد وفاة أورتينسكي من خلال إنشاء أبرشية منفصلة خاصة عن الكاثوليك البيزنطيين القادمين من المجر - معظمهم من الروسيين وكذلك الهنغاريين من أصل عرقي وسلوفاكي وكروات. تم تعيين كاهن روسين باسيل تاكاش وترتيبه في روما وهو في طريقه إلى أمريكا بصفته أسقف الأبرشية الجديد. يُعتبر الأسقف تاكاخ أول أسقف للكاثوليك في روثينيان في أمريكا، وتعيينه هو المؤسس الرسمي للكنيسة الكاثوليكية البيزنطية في بيتسبيرغ.
أعيد التأكيد على العزوبة الكتابية للكاثوليك الأمريكان الشرقيين مع إشارة خاصة إلى الكنيسة البيزنطية / الروثانية بحلول المرسوم الصادر في 1 مارس 1929 والذي تم تجديده لمدة 10 سنوات أخرى في عام 1939. في عام 1938 تم إنشاء أبرشية الكارثو الروسية الأمريكية الأرثوذكسية عندما تم استلام 37 أبرشية روثانية في اختصاص بطريرك الروم الأرثوذكس المسكوني.

تحسنت العلاقات مع الكنيسة اللاتينية بالكنيسة الكاثوليكية، خاصة منذ المجمع الفاتيكاني الثاني، حيث أثرت الكنيسة الروثانية في القرارات المتعلقة باستخدام العامية (أي لغة الناس) في القداس (على عكس العرف السابق في اللاتينية الكنيسة، احتفلت الكنيسة الروثانية دائماً بالقداس الإلهي في اللغة السلافية للكنيسة، وهي لغة سلافية قديمة. أعلن مجلس الفاتيكان الثاني في مرسومه أورينتالوم إكلسياروم: 
 «تحظى الكنيسة الكاثوليكية باحترام كبير للمؤسسات والطقوس الليتورجية والتقاليد الكنسية والمعايير الراسخة للحياة المسيحية للكنائس الشرقية، فهي تتميز فيها بكونها تعود إلى العصور القديمة الجليلة، ولا يزال هناك تقليد واضح للعيان. التي صدرت من الرسل من خلال الآباء والتي تشكل جزءا من التراث الإلهي وغير المجزأ للكنيسة العالمية.» 
 حث المجمع الفاتيكاني الثاني كنائس الطقوس الشرقية على القضاء على الليتورجية اللاتينية وتعزيز هويتها المسيحية الشرقية. في يونيو 1999، أصدر مجلس التسلسل الهرمي للكنيسة الحضرية البيزنطية سوي إيوريس من بيتسبرغ بالولايات المتحدة الأمريكية قواعد قانون معين يحكم نفسه. في يناير 2007، تم نشر القداس الإلهي المنقح للقديس يوحنا كريسوستوم والقداس الإلهي المنقح للقديس باسيليوس الكبير. في ديسمبر 2013، وافق البابا على طلب من جمعية الكنائس الشرقية التي تمنح سلطات الكنيسة الشرقية المناسبة هيئة التدريس للسماح بالخدمة الرعوية لرجال الدين المتزوجين الشرقية أيضاً خارج المنطقة الشرقية التقليدية.
لا تقتصر عضوية الكنيسة الكاثوليكية البيزنطية (الروثينية) على من يرثون تراثهم في أوروبا الشرقية.

## الهيكل
تمتلك الكنيسة الكاثوليكية اليونانية الروثانية أربعة أبرشيات في الولايات المتحدة وأبرشية واحدة بالإضافة إلى رهبانية في أوروبا. اعتباراً من عام 2016، قُدّرت عضويتها بحوالي 419500 مؤمن، مع سبعة أساقفة و 664 أبرشية و 557 قساً و 76 شمامسة و 192 رجلاً وامرأة متديناً.
متروبوليا في بيتسبيرغ (أحد الأبراج، وثلاثة أبرشيات للاقتراع، حوالي 22500 من المؤمنين)
- أبرشية روثنيان الكاثوليكية في بيتسبيرغ (تأسست عام 1924)
- أبرشية روثينيان الكاثوليكية في بارما (1969)
- أبرشية روثنيان الكاثوليكية لباسايك (1963)
- روثينيان كاثوليكية أبرشية فينيكس (التي تأسست عام 1981 في فان نويس، تم نقلها في عام 2010)

يخضع للكرسي الرسولي على الفور: (حوالي 397500 مؤمن)
- أبرشية روثينيان الكاثوليكية في موكاتشيف في أوكرانيا (1771)
- روثنيان اكسكريتس الرسولية للجمهورية التشيكية (1996)

إحدى القضايا التي تحول دون تنظيم الكنيسة الكاثوليكية الروثانية في إطار سينودوس واحد هي رغبة بعض الكهنة والمؤمنين في أبرشية موكاشيف في أن تكون جزءًا من الكنيسة الأوكرانية الكاثوليكية.

## روابط خارجية
الموقع الرسمي
معلومات عامة:
- الكنيسة الكاثوليكية البيزنطية - صلة الكاربات
- الكنيسة البيزنطية الكاثوليكية في أمريكا (غير رسمية)
- ما هي الكنيسة الكاثوليكية اليونانية البيزنطية والروثانية؟
- الكاثوليك البيزنطيين: من نحن؟
- «الكنائس الكاثوليكية الروثانية»: مقال بقلم رونالد روبرسون (جمعية رعاية الشرق الأدنى الكاثوليكية)
- www.damian-hungs.de (باللغة الألمانية)

التاريخ:
الأبرشيات:
- قائمة الأبرشية الروثينية
- (بالأوكرانية) Мукачівська греко-католицька єпархія
- الأبرشية البيزنطية الكاثوليكية في بارما
- أبرشية البيزنطية الكاثوليكية
- (بالتشيكية) Apoštolský exarchát řeckokatolické církve v České republice

أخرى:
- دليل مواقع الرعية البيزنطية الروثانية
- كنيسة القديس ميلاني البيزنطية الكاثوليكية توكسون، الولايات المتحدة الأمريكية

- Orientales Omnes Ecclesias: Encyclical of Pope Pius XII
- Orientalium Ecclesiarum: المجمع الفاتيكاني الثاني